# Бойко Богдан Федорович
Богда́н Фе́дорович Бо́йко (29 вересня 1954, Під'ярків) —
Борець за незалежність України у XX сторіччі, один із фундаторів Народного Руху за Перебудову . Делегат Установчих зборів НРУ. Входив до всеукраїнських керівних структур НРУ — член Великої Ради Руху.
Голова «Народного руху України за єдність» , народний депутат України 1-го, 2-го та 3-го скликання.

## Біографія
Народився 29 вересня 1954 року в селі Під'ярків, Перемишлянський район, Львівська область, УРСР. 

### Сім'я
- Українець, батько Федір Михайлович (1929) і мати Ганна Петрівна (1930) — пенсіонери;
- дружина Надія Михайлівна (1968) — економіст;

- дочка Ольга (1975) — економіст;
- сини Остап (1990), Богдан.

### Освіта
- Львівський державний університет імені Івана Франка, економічний факультет (1971–1976), економіст;
- аспірант при кафедрі політекономії, Львівський університет (1979–1982);
- кандидатська дисертація «Ефективність товарного обороту засобів виробництва в період розвинутого соціалізму» (1982).

### Кар'єра
1982–1986 — асистент кафедри політекономії, Львівський сільськогосподарський інститут.
1986–1990 — ст. викладач кафедри філософії і політекономії, Тернопільський педагогічний інститут.
З 1990 — 1-й заступник голови виконкому, Тернопільська обласна рада народних депутатів.
З 15 січня 1992 — голова виконкому та облради.
Квітень 1992 — червень 1994 — голова, Тернопільська обласна рада народних депутатів.
7 вересня 1996 — 20 квітня 1998 — голова Тернопільської облдержадміністрації.
З 1990 — співголова, голова Тернопільської крайової ради Руху.
1993 — співголова Тернопільської крайової ради Руху.
1995–1999 — заступник голови НРУ,
1995–1997 — в. о. голови, голова секретаріату НРУ.
На президентських виборах 2004 р. партія висунула свого голову Б.Бойка кандидатом на пост Президента України, який у 1-му турі посів 17 місце з 24: 12793 голоси — 0.04 %).

## Народний депутат України 1-го скликання
Висунутий кандидатом у Народні депутати виборцями смт. Гримайлів.
4 березня 1990 року обраний народним депутатом України 1-го скликання, 1-й тур 82.06 % голосів, 5 претендентів.
- Тернопільська область
- Підволочиський виборчий округ № 361
- Дата прийняття депутатських повноважень: 15 травня 1990 року.
- Дата припинення депутатських повноважень: 10 травня 1994 року.

Входив до Народної Ради, фракція Народного руху.
Член Комісії ВР України з питань народної освіти і науки
Народний депутат України 2-го скликання обраний Гусятинський виб. окр. № 360, Терноп. область., висун. НРУ. член Комісії з питань базових галузей та соц.-ек. розвитку регіонів. член фракції НРУ.
Народний депутат України 3-го скликання від НРУ, № 7 в списку. На час виборів: голова Терноп. облдержадмін., нар. деп. України, член НРУ. член фракції НРУ (05.1998-12.99), член фракції НРУ (першої) (12.1999-01.2001; з 04.2000 — фракція НРУ), член Комітету з питань прав людини, нац. меншин і міжнац. відносин (з 04.2000). член Комітету з питань пром. політики (07.1998-04.2000).
04.2002 кандидат в народні депутати України від блоку «НРУ», № 1 в списку. На час виборів: нар. деп. України, член НРУ за єдність.
Канд. у Президенти України на виборах 2004 р. У 1-му турі 12793 голоса (0.04 %), 17-е місце серед 24 прет.
03.2006 кандидат в народні депутати України від НРУ за єдність, № 1 в списку. На час виборів: голова секретаріату НРУ за єдність.

## Нагороди
22 листопада 2009 — нагороджений Орденом князя Ярослава Мудрого V ступеня.